# Santé communautaire
 (novembre 2019).
- Si vous ne connaissez pas le sujet, laissez ce bandeau (vous pouvez alors contacter les auteurs).
- Si vous supprimez le contenu mis en cause (vous pouvez préalablement contacter les auteurs),

argumentez précisément cette suppression dans la page de discussion
(un manque de référence n'est pas un argument ; une recherche réelle de référence doit avoir été effectuée, être formellement documentée).
 (novembre 2019).
Si vous disposez d'ouvrages ou d'articles de référence ou si vous connaissez des sites web de qualité traitant du thème abordé ici, merci de compléter l'article en donnant les références utiles à sa vérifiabilité et en les liant à la section « Notes et références ».
 (novembre 2019).
La santé communautaire est un domaine de la santé publique. Il implique une réelle participation de la communauté à l’amélioration de sa santé : réflexion sur les besoins et les priorités ; mise en place, gestion et évaluation des activités. 
On parle de santé communautaire lorsque les membres d’une collectivité, géographique ou sociale, réfléchissent en commun sur leurs ennuis de santé, expriment des besoins prioritaires et participent activement à la mise en place et au déroulement des activités les plus aptes à répondre particulièrement à ces priorités.

## Définitions
« Une communauté [dans ce domaine de la santé publique] est un groupe d’individus qui vivent ensemble dans des conditions spécifiques d'organisation et de cohésion sociale. Ces membres sont liés à des degrés variables par des caractéristiques politiques, économiques, sociales et culturelles communes ainsi que par des intérêts et des aspirations communs, y compris en matière de santé. Les communautés sont de taille et de profils socio-économiques extrêmement variés, allant de grappes d’exploitations rurales isolées à des villages, des villes et des districts urbains plus structurés ».
Une action de santé est dite communautaire lorsqu’elle concerne une communauté qui reprend à son compte la problématique engagée, que celle-ci émane d’experts ou non, internes ou externes à la communauté.
Les démarches communautaires en santé tentent donc de comprendre les ennuis de santé d'un territoire avec l’ensemble des acteurs concernés, à savoir ceux qui travaillent (les professionnels), ceux qui militent (les élus, les associations) et ceux qui vivent (les habitants) sur ce territoire.

## Historique
L'action communautaire n'est pas spécifique de la promotion de la santé ; elle s'est d'abord développée dans le champ de l'éducation permanente et de l'action sociale avant d'être proposée dans le champ de la santé.
- États-Unis, années 1960 : mise en place de programmes gouvernementaux de « guerre à la pauvreté » avec l'objectif de participation de la population. Cette médecine communautaire impliquait l'évaluation des besoins de santé et la prestation de soins à des groupes définis de la population. Ce concept a abouti à la création des neighbourghood health centers, considérés alors comme des prototypes d'intervention communautaire.
- Royaume-Uni, 1974 : mise en place de conseils communautaires de la santé dans le National Health Service.
- Québec, réforme des années 1970 : création de CLSC, centres locaux de service communautaire, associant dans un même lieu des prestations de soins, de prévention et de services sociaux[3].
- Belgique, fin des années 1960 : le GERM (groupe d'étude pour la réforme de la médecine) propose d'expérimenter une pratique d'offres de services curatifs et préventifs précurseurs du concept de soins de santé primaires et de santé communautaire : les maisons médicales.
- Espagne : des réformes de santé proposent une sectorisation d'intervention territoriale (aires de santé), une stratégie de médecine familiale et communautaire (formations, centres de santé communautaire).
- Algérie : une expérience locale dans la ville d'El Khroub dont l'objectif est la participation citoyenne et la solidarité avec un volet de promotion de la santé.

## Que dire de l'émergence en France du concept Santé communautaire?
Jusqu'à une période récente, et peut-être même à l'heure actuelle, le concept de santé communautaire a été mal compris, associé à des connotations négatives, et a engendré une diversité d'interprétations (liées aux populations défavorisées, aux pays en développement, aux mouvements politiques d'extrême gauche, et à des connotations de communautarisme...). Mais diverses réalités sanitaires et sociales ont fait évoluer ces 20 dernières années les représentations et les pratiques.
L'émergence du sida et le développement des toxicomanies ont eu de nombreuses conséquences en matière d'implication des associations, des malades et de nécessité de changement de pratique professionnelle. La crise économique et sociale a eu des effets sur l'accessibilité aux soins et par conséquent sur les modalités d'intervention des professionnels, des associations et des pouvoirs publics.
Au fil des trente dernières années se sont élaborées des politiques publiques locales qui interrogeront de plus en plus l' intersectionnalité puis, plus tardivement, la santé (habitat et Vie Sociale, Développement social urbain, développement social de quartier, contrat de ville, atelier santé ville, contrat local de santé). Toutes ces réalités ont produit des pratiques nouvelles nombreuses, dispersées, plus ou moins cohérentes avec les politiques publiques locales, régionales, nationale…
Ces pratiques ont aussi sorti le terme de santé communautaire de l'ombre ou de la clandestinité. Un prix de la santé communautaire a même été organisé en 1995 par la Société Française de Santé Publique et la Fondation de France. Un certain nombre de lieux de formation en santé communautaire ont été créés (Facultés de médecine, écoles d’infirmières, écoles de travailleurs sociaux, associations, CNFPT, Institut Renaudot…)

## Repères de la santé communautaire
La démarche communautaire en santé est caractérisée par un faisceau de repères interdépendants et complémentaires. Certains de ces points de repères se réfèrent particulièrement à l'ensemble de la promotion de la santé (les 3 premiers), d’autres sont spécifiques à la stratégie communautaire (les 4 suivants), le dernier est centré sur la méthodologie.
La démarche communautaire vise à favoriser l’accès aux services et ressources qui favorisent la santé, c'est-à-dire à rendre effectives les conditions et les possibilités d’accès à la santé (à l’information, à la prévention, aux droits, au dépistage, aux structures de santé…). Cette possibilité implique une accessibilité des services de santé au niveau géographique, culturel et financier. Elle s’inscrit dans un double mouvement : non seulement des usagers (habitants) vers les structures de santé, mais également des professionnels de santé vers les habitants.
Le Secrétariat européen des pratiques communautaires en santé (SEPSAC), association internationale créée en 1986, vise à tisser des liens pour développer des pratiques de santé novatrices. Il a élaboré une liste des principaux repères des démarches communautaires en santé.

### Des repères relatifs à une approche en promotion de la santé
1. Avoir une approche globale et positive de la santé. La démarche prend en compte et intègre outre les dimensions et paramètres du champ sanitaire (éducatifs, préventifs, curatifs) ceux du champ social, économique, environnemental et culturel.
2. Agir sur les déterminants de la santé. La démarche agit sur les déterminants de la santé qui sont à la source des ennuis de santé (logement, environnement, éducation, culture, emploi…).
3. Travailler en intersectionnalité pour la promotion de la santé. La démarche vise la participation de tous les acteurs concernés (spécialistes, professionnels, administratifs,…), favorisant ainsi les décloisonnements institutionnels et professionnels, associant tous les secteurs concernés pour une prise en compte de la santé globale. Le projet doit favoriser la diversification et l’augmentation des partenaires et des secteurs impliqués ; il doit également veiller à définir et à clarifier les rôles et places de chacun de ces partenaires dans un souci de transdisciplinarité.
4. Concerner une communauté. La démarche concerne une communauté, définie comme un ensemble de personnes présentant un sentiment d’appartenance commun (habitants, professionnels, élus, institutions). La communauté peut se définir selon son espace géographique, et/ou ses caractéristiques et/ou son intérêt commun et/ou sa situation problématique commune.
5. Favoriser l’implication de tous les acteurs concernés dans une démarche de co-construction. La démarche favorise la création d’un contexte qui permette et encourage la co-construction et l’implication de tous les acteurs (habitants, professionnels, élus, institutions) dans les différentes étapes de la démarche (le diagnostic, la prise d’initiative, la décision, l’évaluation et l'évolution). Ce contexte est garant de la reconnaissance de la légitimité des compétences et de la capacité d’agir des citoyens.
6. Favoriser un contexte de partage, de pouvoir et de savoir. La démarche vise la mise en place de relations où la spécificité de chaque acteur (professionnels, institutions, politiques, habitants, usagers) est reconnue. Ces relations reposent sur un partage des savoirs et des pouvoirs.
7. Valoriser et mutualiser les ressources de la communauté. La démarche cherche à identifier, stimuler, mobiliser les ressources de chaque acteur individuel et collectif en reconnaissant leur spécificité et leur complémentarité.
8. Avoir une démarche de planification par une évaluation partagée, évolutive et permanente. La démarche se réfère à un plan d’action construit, élaboré à partir d'une approche des besoins, de leur priorisation, de la recherche de la meilleure utilisation des ressources, des stratégies les plus adaptées, accompagné d’un processus d'évaluation permanente basé sur un mode de concertation et de participation des intéressés.